# Paratettix scaber
Paratettix scaber är en insektsart som först beskrevs av Carl Peter Thunberg 1815.  Paratettix scaber ingår i släktet Paratettix och familjen torngräshoppor. Inga underarter finns listade i Catalogue of Life.